# ونزقلو
ونزقلو (به ایتالیایی: Vanzaghello) یک کومونه در ایتالیا است که در استان میلان واقع شده‌است.

## خصوصیات
ونزقلو ۵٫۵ کیلومترمربع مساحت و ۵٬۱۹۹ نفر جمعیت دارد و ۱۹۵ متر بالاتر از سطح دریا واقع شده‌است.